# AP Brera Strumica
Az Akademija Pandev (macedónul: Фудбалска Академија Пандев) egy észak-macedón labdarúgócsapat, székhelye Sztrumicában található. Eddig egyszer nyerte meg a macedón másodosztályt, illetve egyszer a macedón kupát.

## Története

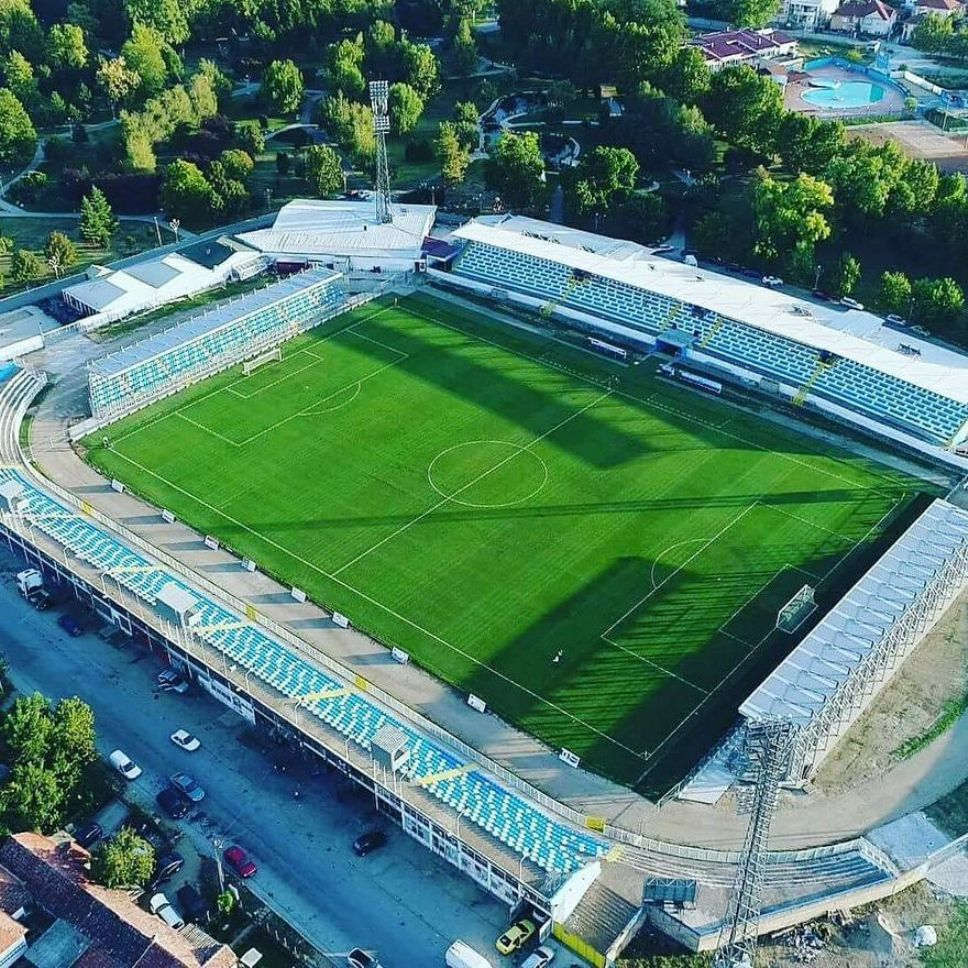
Blagoj Istatov Stadion

2010-ben alapította meg a klubot Goran Pandev, amely ifjúsági akadémiaként kezdte működését. 2014-ben alapították meg a felnőttcsapatot, amely a körzeti amatőr bajnokságban indult. A következő évben minden osztályt megnyertek és a 2017–2018-as szezont már az élvonalban kezdték meg. 2018 februárjában a Kukus Stadionba költöztek, miután a Belaszica csapata megemelte a bérleti díjat a stadionjuk használatára. A 2018–2019-es szezonban a Makedonija csapata ellen megnyerték a kupát. Ezáltal elindulhatott a klub történelme során először az Európa-liga 1. selejtezőkörében, ahol a bosnyák Zrinjski Mostar ellen mind a két mérkőzésen kikaptak. 2020. november 7-én léptek először pályára a saját pályájukon a Pandev Sportcentrumban. 2023 májusában Pandev a klub részvényeinek 90 százalékát eladta az olasz Brera Holdingnak.

## Keret
2023. április 9. szerint.
| #  |     | Poszt | Név                    |
| -- | --- | ----- | ---------------------- |
| 1  | MKD | K     | Marko Alcsevszki       |
| 3  | ARG | V     | Nahuel Franko          |
| 4  | MKD | V     | Dime Dimov             |
| 5  | MKD | V     | Agron Rufati           |
| 6  | ARG | V     | Federico Acosta        |
| 7  | MKD | CS    | Ivan Galevszki         |
| 8  | MKD | KP    | Ilija Donov            |
| 9  | GEO | CS    | Mikheil Ergemlidze     |
| 10 | MKD | CS    | Krisztijan Velinovszki |
| 11 | MKD | CS    | Vane Krsztevszki       |
| 12 | MKD | K     | Burhan Mustafa         |
| 15 | MKD | KP    | Gjorge Dzsekov         |
| 16 | MKD | CS    | Dimitar Trajkov        |

| #  |     | Poszt | Név                 |
| -- | --- | ----- | ------------------- |
| 17 | MKD | KP    | Martin Gjorgievszki |
| 19 | CRO | KP    | Mario Vrdoljak      |
| 20 | MKD | V     | Zoran Ivanovszki    |
| 21 | MKD | V     | Georgije Jankulov   |
| 22 | MKD | KP    | Goran Tomovszki     |
| 23 | MKD | V     | Bojan Dimoszki      |
| 25 | MKD | K     | Filip Mukanov       |
| 30 | TUR | KP    | Hakan Akgül         |
| 55 | MKD | CS    | Neat Abdulai        |
| 99 | MKD | CS    | Matej Cvetanoszki   |
|    | MKD | K     | Filip Kupanov       |
|    | MKD | V     | Szpasze Terziev     |
|    | MKD | CS    | Szasko Pandev       |

## Korábbi edzők
- Pancse Sztojanov (2015–2018)
- Jugoszlav Trencsovszki (2018–2020)
- Alekszandar Tanevszki (2020)
- Jugoszlav Trencsovszki (2020)
- Alekszandar Vaszoszki (2020-2022)
- Gjorgje Sztojcsev (2022)
- Alekszandar Vaszoszki (2022-2023)
- Toni Atanaszov (2023-)

## Sikerei

### Nemzeti
- Macedónkupa-győztes: 1 alkalommal (2018-2019)
- Macedón másodosztály bajnok: 1 alkalommal (2016-2017)

## Európai eredményei
2023. május 16. szerint.
| Szezon    | Kupa                         | Forduló         | Ellenfél        | Hazai | Vendég | Összesítés |
| --------- | ---------------------------- | --------------- | --------------- | ----- | ------ | ---------- |
| 2019–2020 | UEFA Európa-liga             | 1. selejtezőkör | Zrinjski Mostar | 0–3   | 0–3    | 0–6        |
| 2022–2023 | UEFA Európa Konferencia Liga | 1. selejtezőkör | Lechia Gdańsk   | 1–2   | 1–4    | 2–6        |